# 弗氏背甲鯰
弗氏背甲鯰，為輻鰭魚綱鯰形目甲鯰科的其中一種，為亞熱帶淡水魚，分布於南美洲巴西Grande河流域，體長可達3.6公分，棲息在底層水域，生活習性不明。

## 扩展阅读
維基物種上的相關：弗氏背甲鯰